# Dierentuinhypothese
De dierentuinhypothese (Engels: zoo hypothesis) is een hypothese die gaat over de mogelijkheid dat buitenaards leven bestaat en waarom zij geen contact met de Aarde maken. De hypothese werd ontwikkeld door de astronoom John A. Ball en in 1973 gepubliceerd in het tijdschrift Icarus: International Journal of Solar System Studies.
Volgens de dierentuinhypothese hebben buitenaardse wezens, die technologisch ver genoeg zijn om met aardbewoners te communiceren, de Aarde al gevonden, maar observeren ze de Aarde en de mensheid alleen op afstand, zonder te proberen te interageren, vergelijkbaar met onderzoekers die primitieve dieren van een afstand observeren om hen niet te verstoren door direct contact.
De hypothese suggereert ook dat er andere verborgen studies kunnen plaatsvinden, uitgevoerd met wetenschappelijke instrumenten van buitenaardse oorsprong, die zich op verschillende plaatsen op de Aarde en in andere delen van het zonnestelsel bevinden. Er wordt ook gesuggereerd dat er contact zou kunnen worden gelegd wanneer de mensheid in de toekomst een bepaald ontwikkelingsniveau bereikt.
De ontwikkeling van deze hypothese is die van de galactische quarantaine, waarin buitenaardse beschavingen een bepaalde tijd wachten voordat ze contact opnemen met de mensheid totdat deze een bepaald ontwikkelingsniveau bereikt.

## In fictie
- In Olaf Stapledons roman Star Maker (1937) doet het Symbiontenras er alles aan om zijn bestaan verborgen te houden voor pre-utopische primitieve samenlevingen, zodat ze hun onafhankelijkheid van geest niet verliezen. Pas wanneer deze werelden utopische ruimtevaarders worden, maken de Symbionten contact om hen op gelijke voet te brengen.
- In The Sentinel (1951) van Arthur C. Clarke en de latere romanadaptatie 2001: A Space Odyssey (1968) wordt een baken geactiveerd wanneer het menselijk ras het ontdekt op de maan.
- In de roman Childhood's End (1953) van Arthur C. Clarke houden buitenaardse culturen de evolutie en geschiedenis van de Aarde al duizenden (misschien miljoenen) jaren in de gaten. Aan het begin van het boek, wanneer de mensheid op het punt staat om ruimtevluchten te maken, onthullen de buitenaardse wezens hun bestaan en beëindigen snel de wapenwedloop, kolonialisme, rassenscheiding en de Koude Oorlog.
- In Star Trek (1966-1969) hanteert de Verenigde Federatie van Planeten een strikte Prime Directive van non-interventie bij minder technologisch geavanceerde culturen. De drempel voor opname is de onafhankelijke ontwikkeling van sneller-dan-lichtvoortstuwing. In de canon van de show beperkten de Vulcanen hun ontmoetingen tot observatie totdat mensen hun eerste warpvlucht maakten, waarna ze het eerste contact initieerden. Bovendien wordt in de aflevering The Chase een boodschap van een eerste (of vroege) beschaving ontdekt, verborgen in het DNA van intelligente soorten verspreid over vele werelden, iets dat pas volledig ontdekt kon worden nadat een ras voldoende gevorderd was.
- In Hard to Be a God (1964) van Arkady en Boris Strugatsky wordt de middeleeuwsachtige planeet, waar de roman zich afspeelt, beschermd door de geavanceerde beschaving van de Aarde. De waarnemers van de Aarde die op de planeet aanwezig zijn, mogen niet ingrijpen of openlijk contact maken. Een van de belangrijkste thema's van de roman is het ethische dilemma dat deze houding oplevert voor de waarnemers.
- In Speaker for the Dead (1986) van Orson Scott Card mogen de menselijke xenobiologen en xenologen die buitenaards leven bestuderen, de inheemse soort, de Pequeninos, geen technologie of informatie geven. Wanneer een van de xenobiologen wordt gedood tijdens een buitenaardse ceremonie, mogen ze dit niet vermelden. Dit gebeurt opnieuw totdat Ender Wiggin, de hoofdpersoon van Ender's Game (1985), de Pequeninos uitlegt dat mensen niet kunnen deelnemen aan de ceremonie omdat het hen doodt. Hoewel dit niet precies een voorbeeld is van de dierentuinhypothese, omdat de mensheid contact maakt, is het zeer vergelijkbaar en proberen de mensen de Pequeninos onwetend te houden van technologie.
- In Julian Mays roman Intervention (1987) houden de vijf buitenaardse rassen van het Galactische Milieu de aarde in de gaten, maar grijpen niet in totdat mensen mentale en ethische rijpheid aantonen door middel van een paranormaal gebed om vrede.
- In The State of the Art (1989) van Iain M. Banks bezoekt de Culture stiekem de Aarde en besluit deze ongecontacteerd te laten, om de ontwikkeling te volgen als controlegroep en om te bevestigen of hun manipulaties van andere beschavingen uiteindelijk het beste zijn. Andere werken van Iain M. Banks tonen de Culture (of een equivalent daarvan) die routinematig minder geavanceerde beschavingen manipuleert, zowel heimelijk als openlijk, om filosofische of buitenlandse beleidsdoeleinden.
- In de strip Calvin and Hobbes van Bill Watterson van 8 november 1989 wordt gezinspeeld op de mogelijkheid van een ethische drempel voor het eerste contact in Calvins opmerking: "Soms denk ik dat het beste bewijs dat intelligent leven elders in het universum bestaat, is dat geen van hen heeft geprobeerd contact met ons op te nemen."
- In Robert J. Sawyers sciencefictionroman Calculating God (2000) ontkent Hollus, een wetenschapper van een geavanceerde buitenaardse beschaving, dat haar regering zich aan de Prime Directive houdt.
- In de eerste aflevering van seizoen zeven van South Park, genaamd Cancelled (2003), onthullen aliens zich niet aan de Aarde omdat de planeet het onderwerp en decor is van een reality-tv-programma. In tegenstelling tot de meeste variaties van de dierentuinhypothese, waar contact niet wordt geïnitieerd om organische sociaal-economische, culturele en technologische ontwikkeling te bevorderen, onthullen de aliens zich in deze aflevering niet voor het enige doel van vermaak. In wezen behandelen de aliens de hele aarde als de hoofdpersoon in The Truman Show (1998) om de integriteit van de show te behouden.
- In de videogame Spore (2008), die de evolutie en het leven van soorten in een fictief sterrenstelsel simuleert, kunnen intelligente soorten in de fase waarin ze met ruimtevaartuigen interstellaire reizen kunnen maken, geen contact opnemen met die in eerdere fasen, die hun planeten niet hebben verenigd of nog geen ruimtevaart hebben ontwikkeld. Ze mogen echter wel hun burgers ontvoeren, graancirkels creëren op hun terrein en monolieten op hun planeten plaatsen, wat hun technologische evolutie versnelt.
- In de sciencefictionvideogame Star Citizen (2012) wordt de dierentuinhypothese vaag genoemd in een kennisitem en wordt de Fair Chance Act genoemd. Volgens het document mogen mensen over het algemeen geen planeten terraformen, mijnen of bewonen als blijkt dat de wereld levensvormen herbergt die intelligentie kunnen ontwikkelen. Meerdere planetaire systemen zullen worden geïmplementeerd naarmate de actieve ontwikkeling van het spel vordert, met planeten die worden beschermd onder de Fair Chance Act.
- In de videogame Stellaris (2016) besturen spelers een interstellair rijk dat minder technologisch geavanceerde, niet-ruimtevarende beschavingen kan tegenkomen. Afhankelijk van de keuzes van de speler en de organisatie van hun rijk, kunnen ze dergelijke pre-sneller-dan-licht planeten observeren op een manier die lijkt op de dierentuinhypothese, met wetenschappelijke stations en missies die passieve observatie, technologische verlichting, heimelijke infiltratie en indoctrinatie kunnen omvatten. Spelers kunnen ook soorten die geen sneller-dan-licht bereikten in het spel ontdekken, die met wetenschappelijke onderzoeksprojecten tot intelligentie kunnen worden gebracht.